# 斯科萊
斯科萊（羅馬化：Skole；又按俄语读音译为斯科列）是乌克兰西部利沃夫州斯特雷區斯科莱市镇内的城市及该市镇的行政中心，2020年7月18日前为斯科萊區的行政中心。該市距離州府利沃夫95公里，始建于10世纪，面積4.59平方公里，海拔高度436米，2022年人口数量为6,054人。

## 友好城市
- 波蘭 文格魯夫

## 当地名人
- 娜塔莉亞·岡察洛娃：俄罗斯女子排球运动员。

## 图集

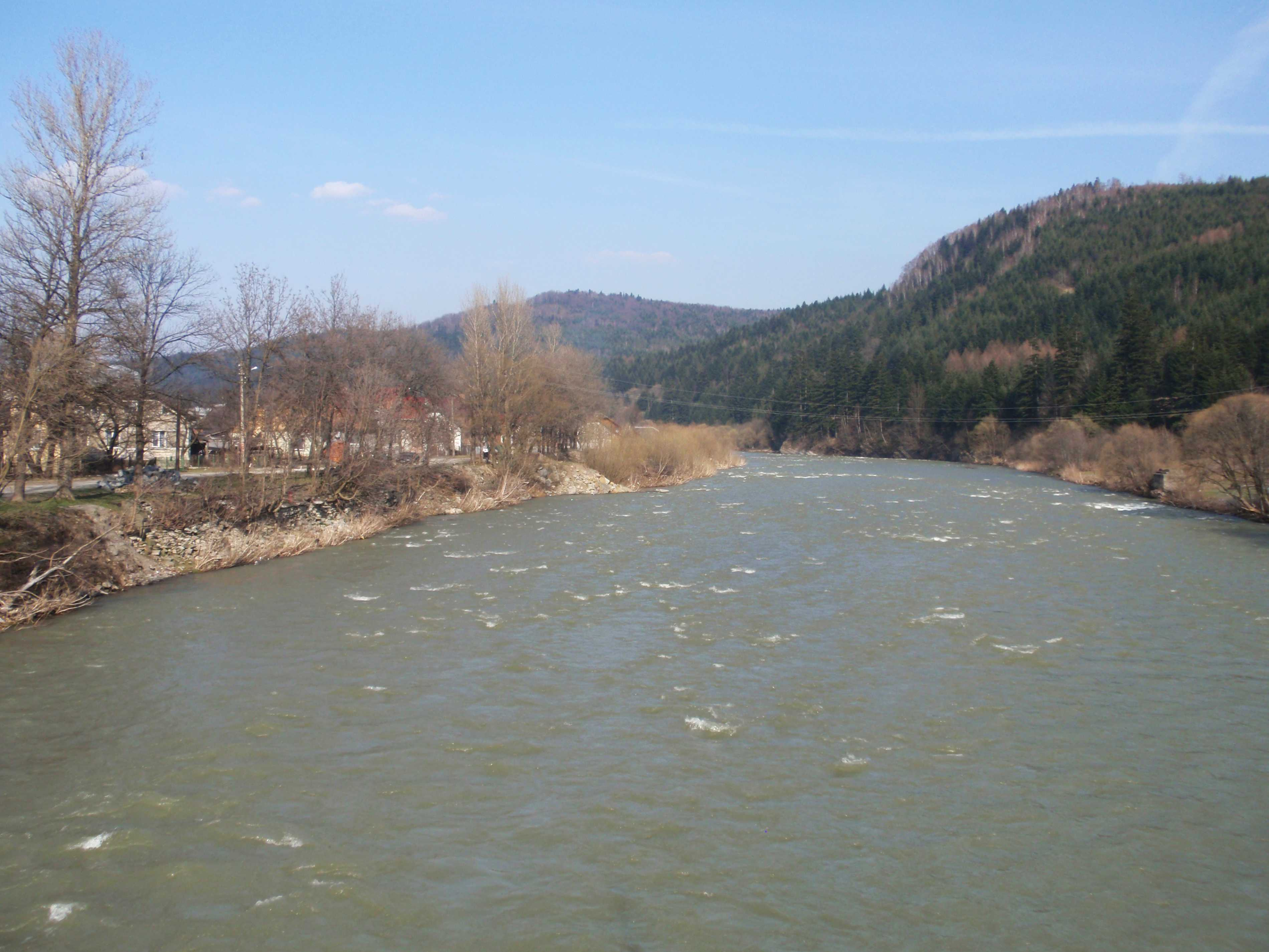
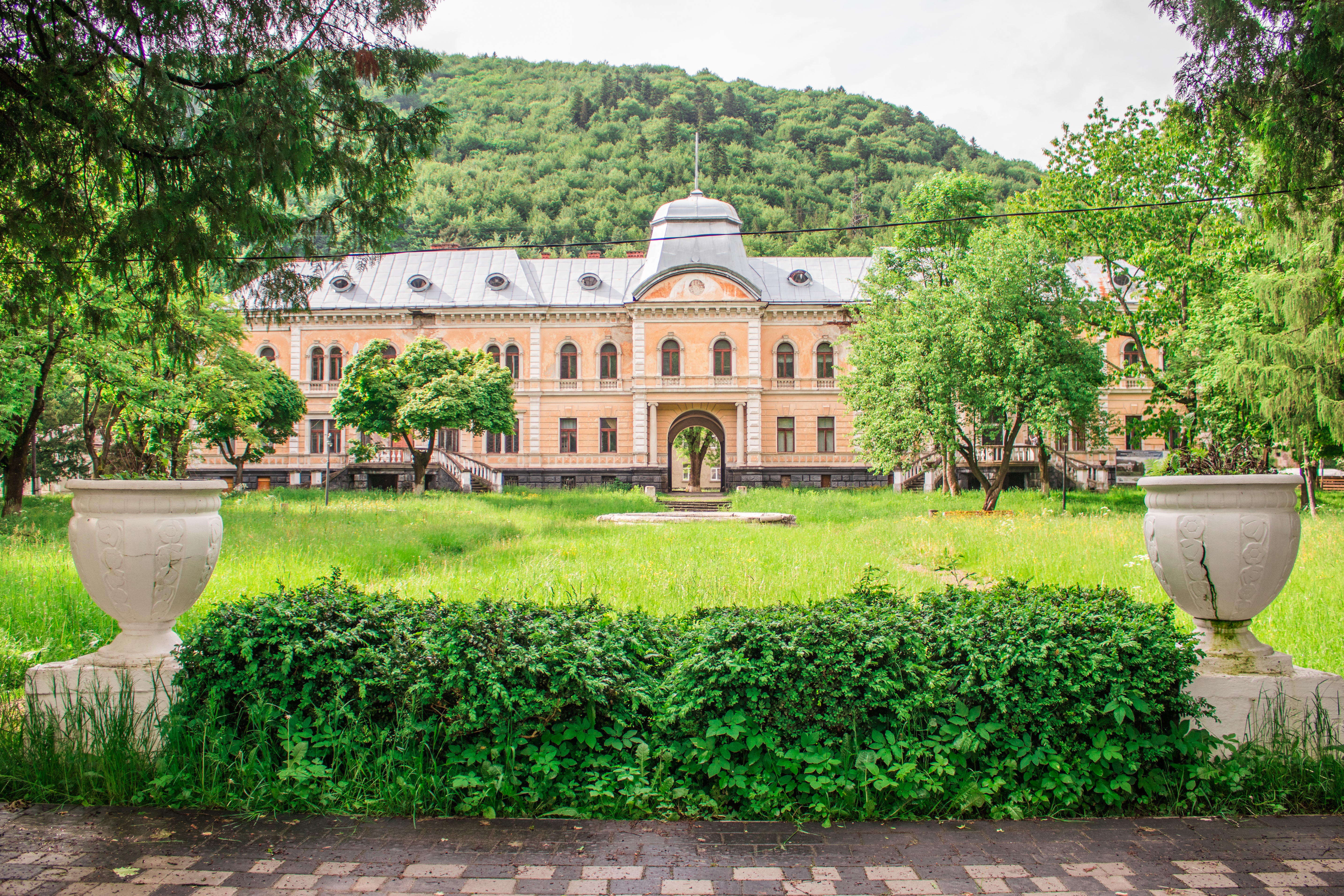
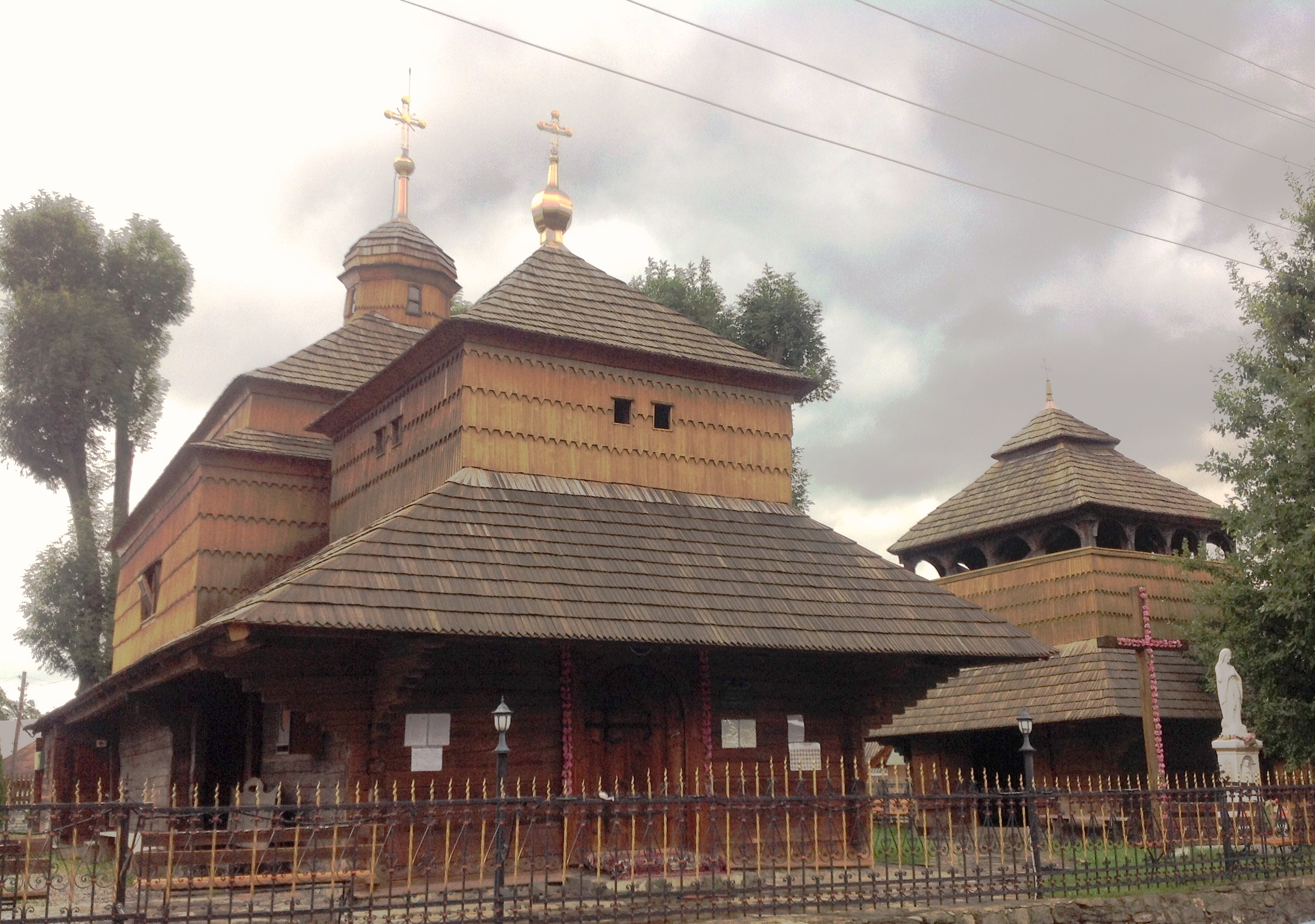
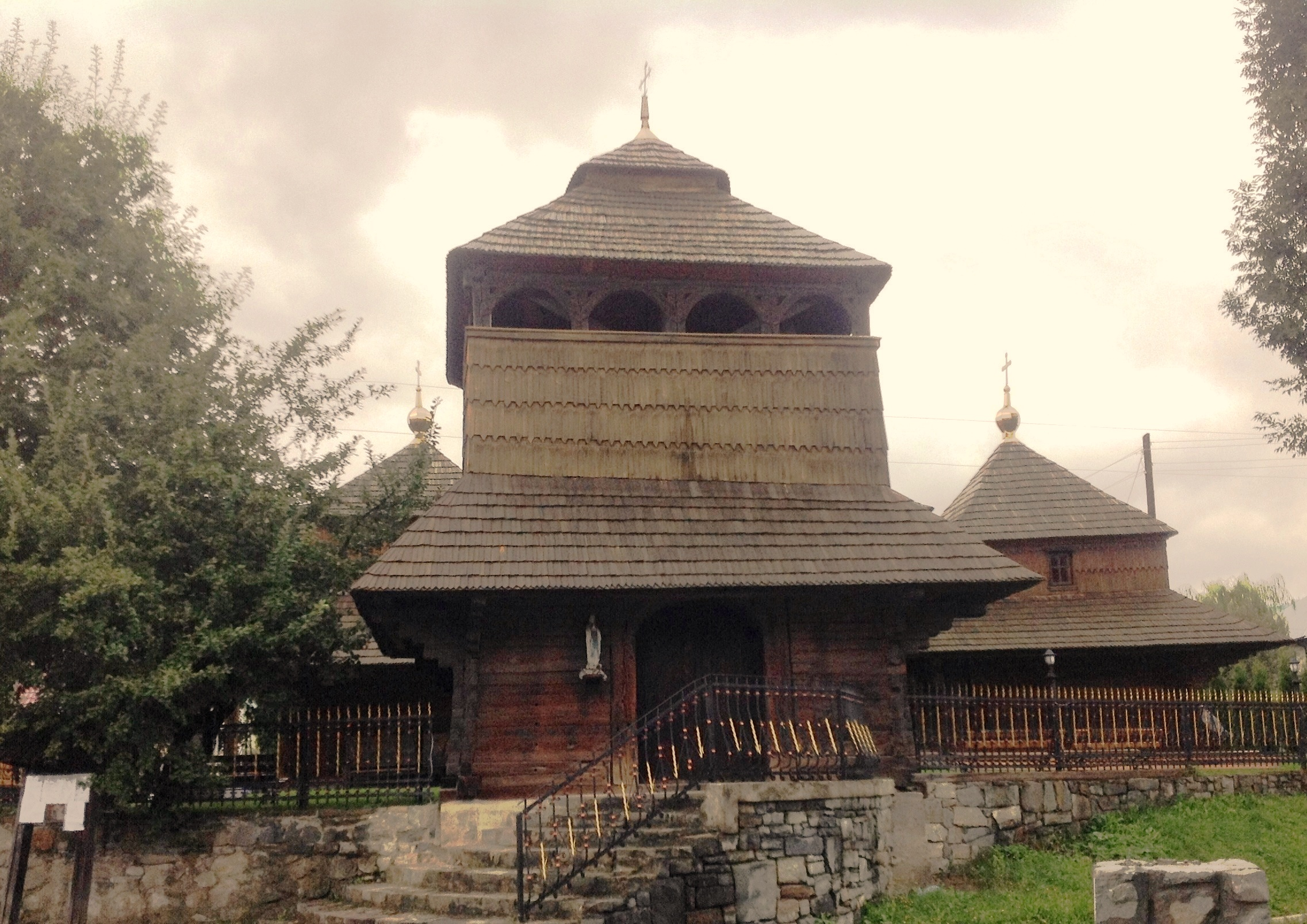
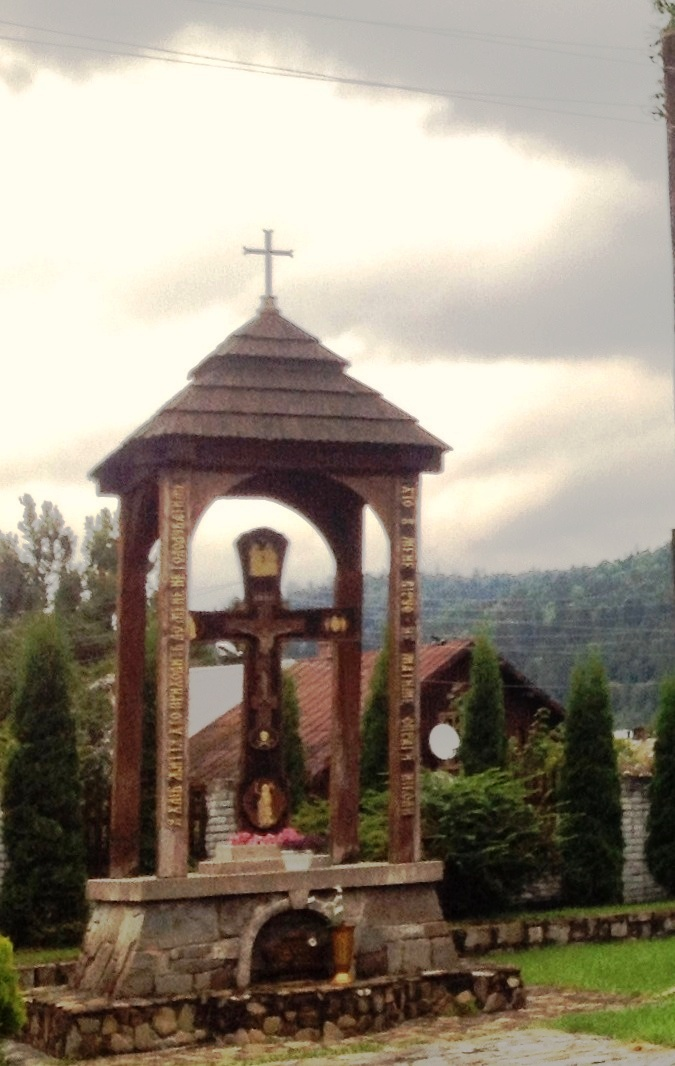
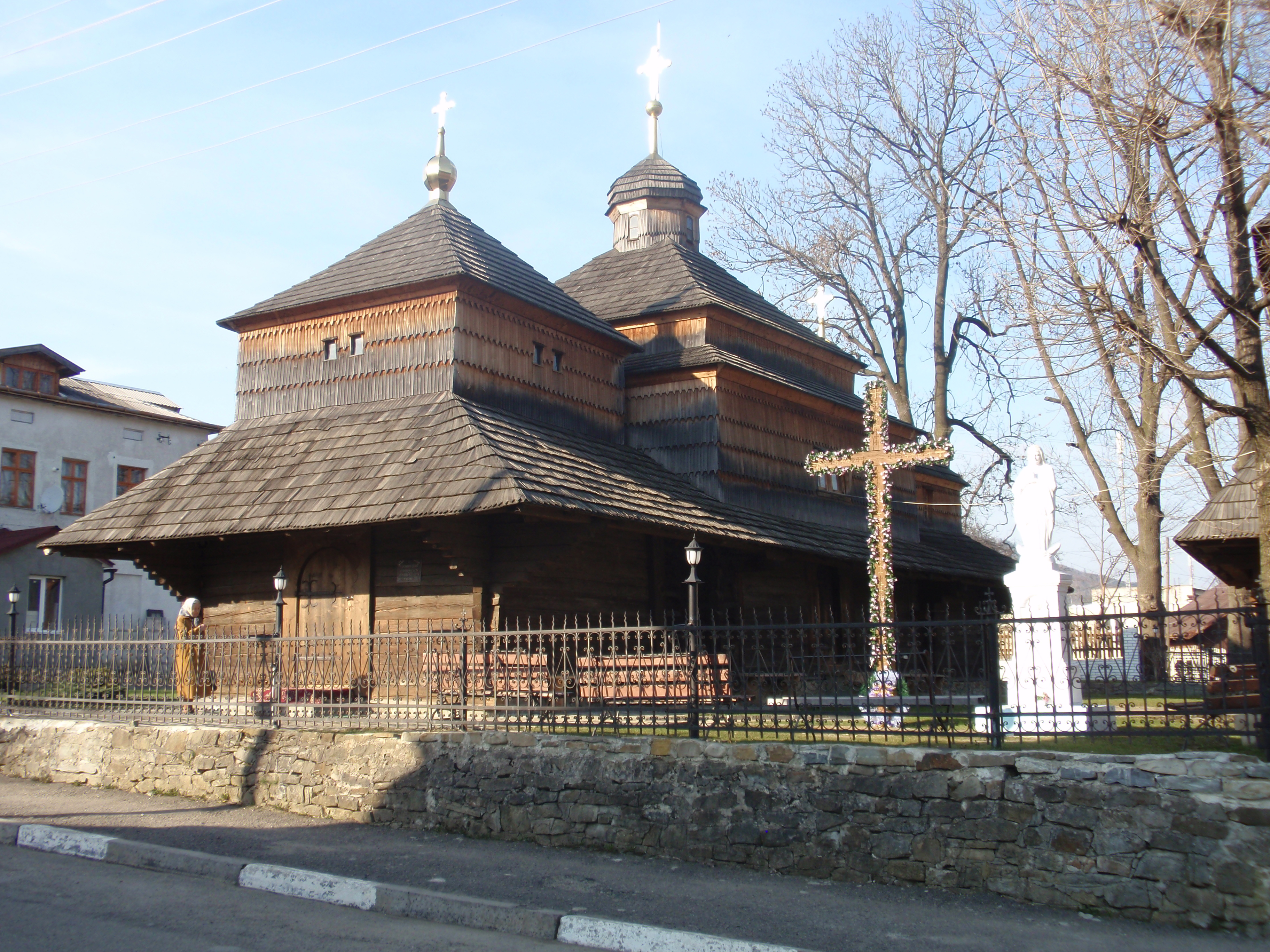
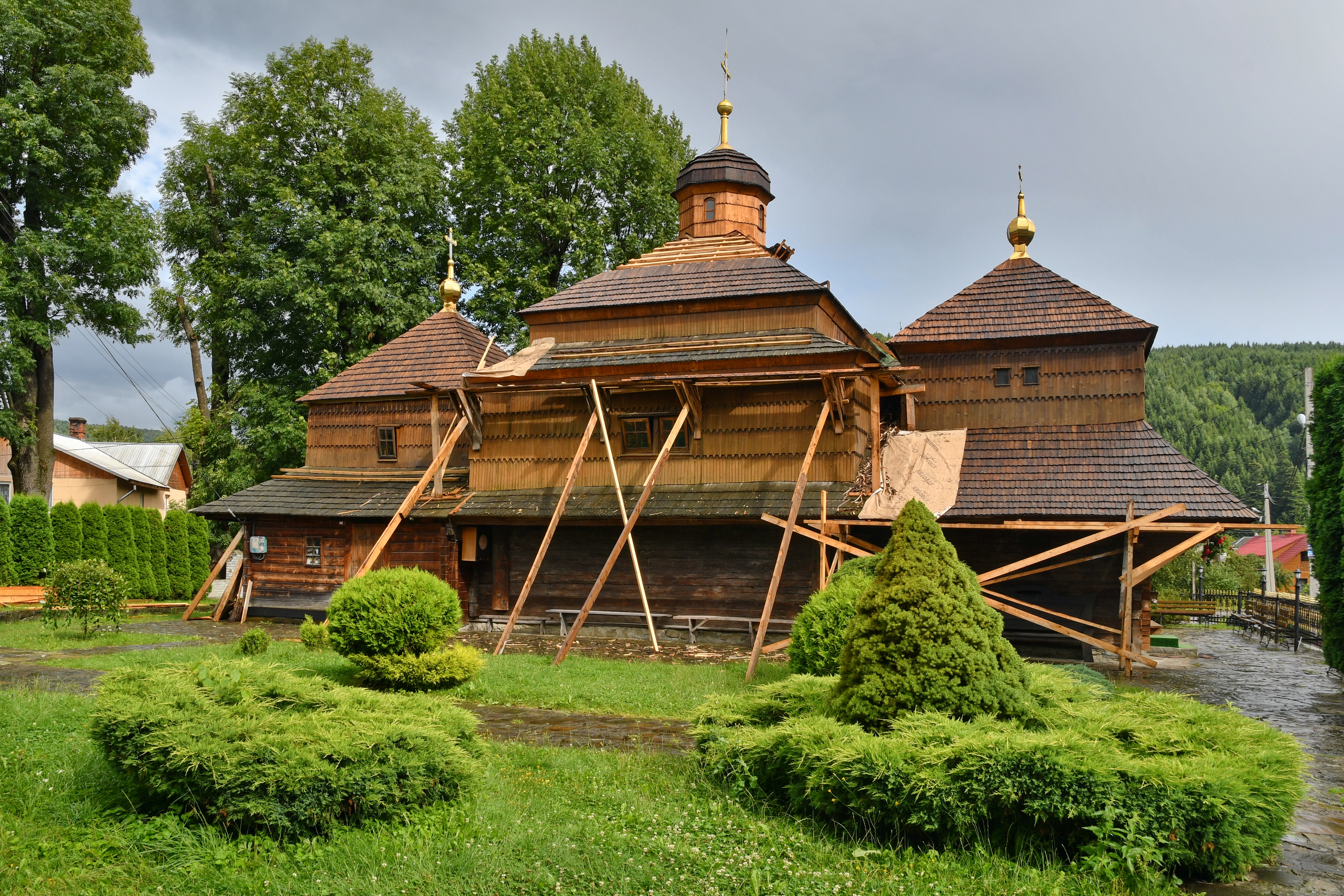
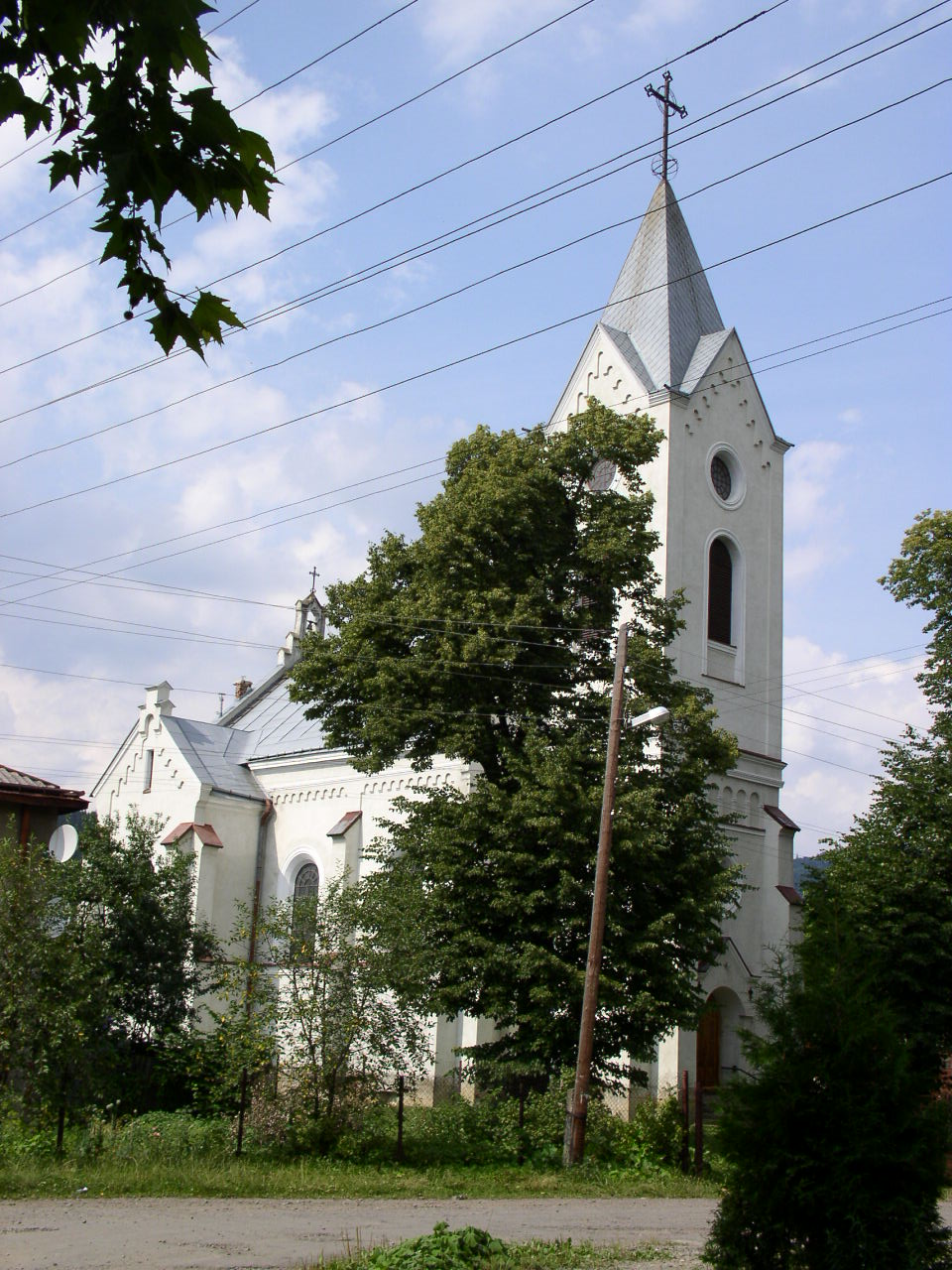
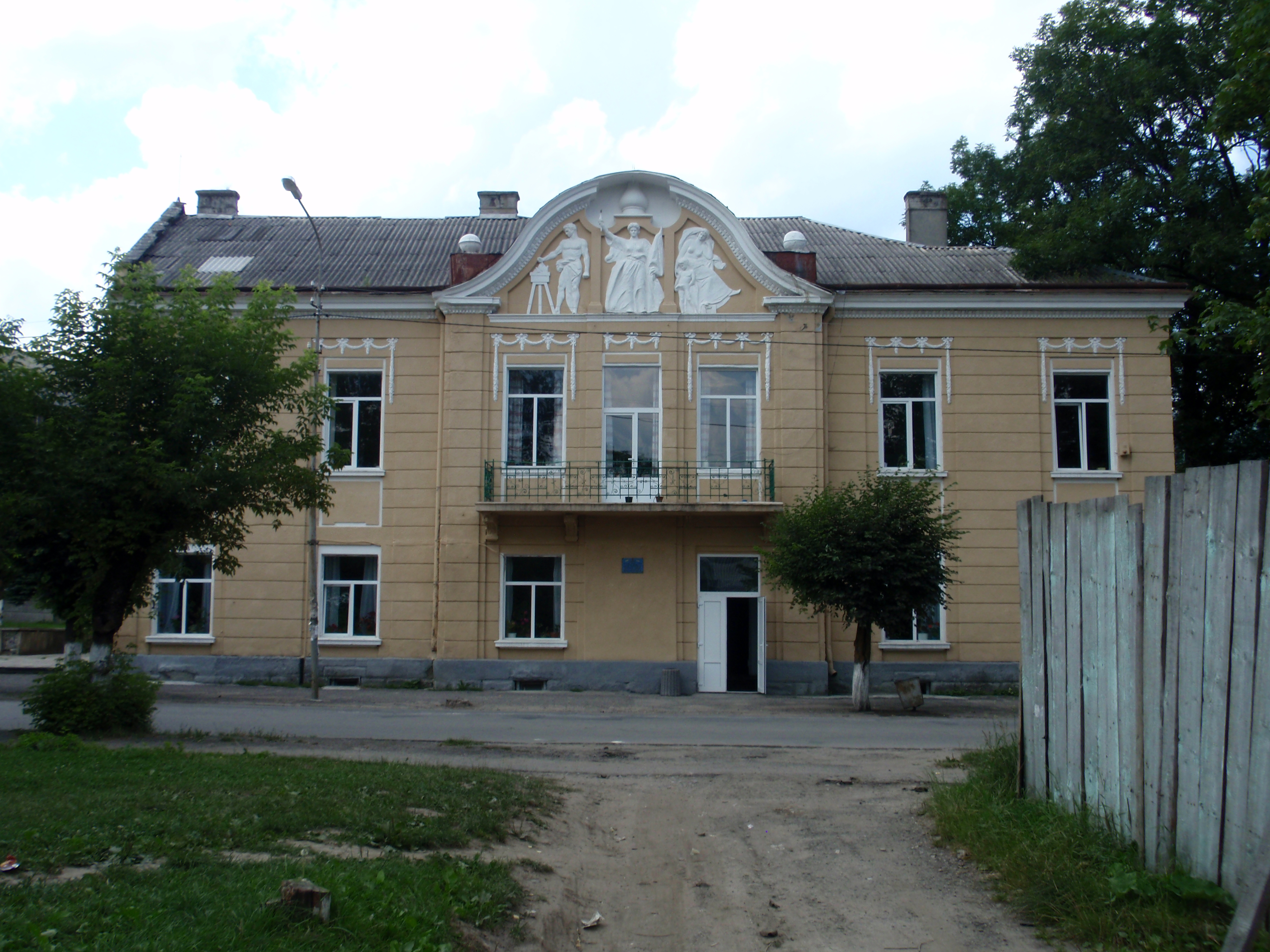
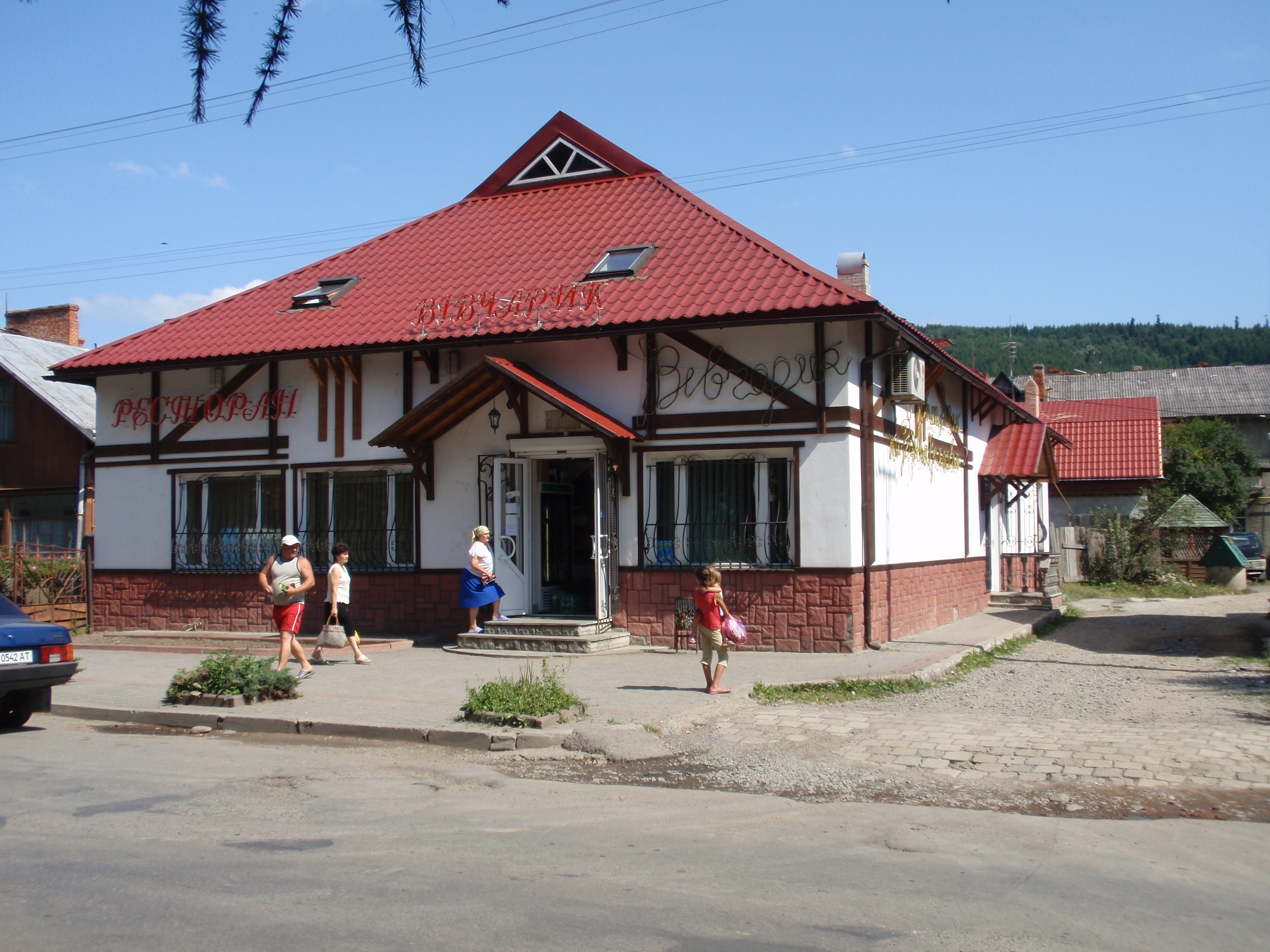
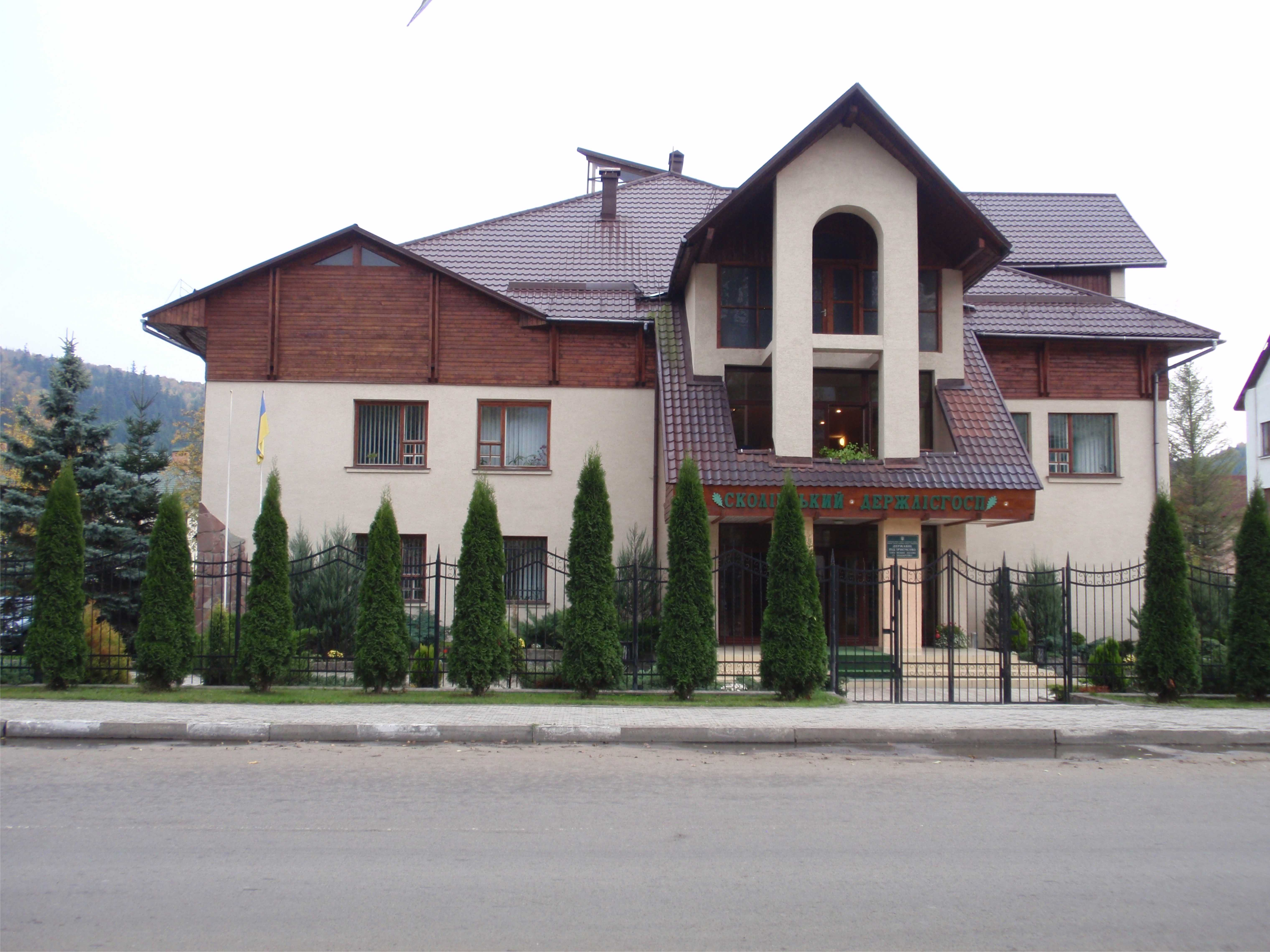
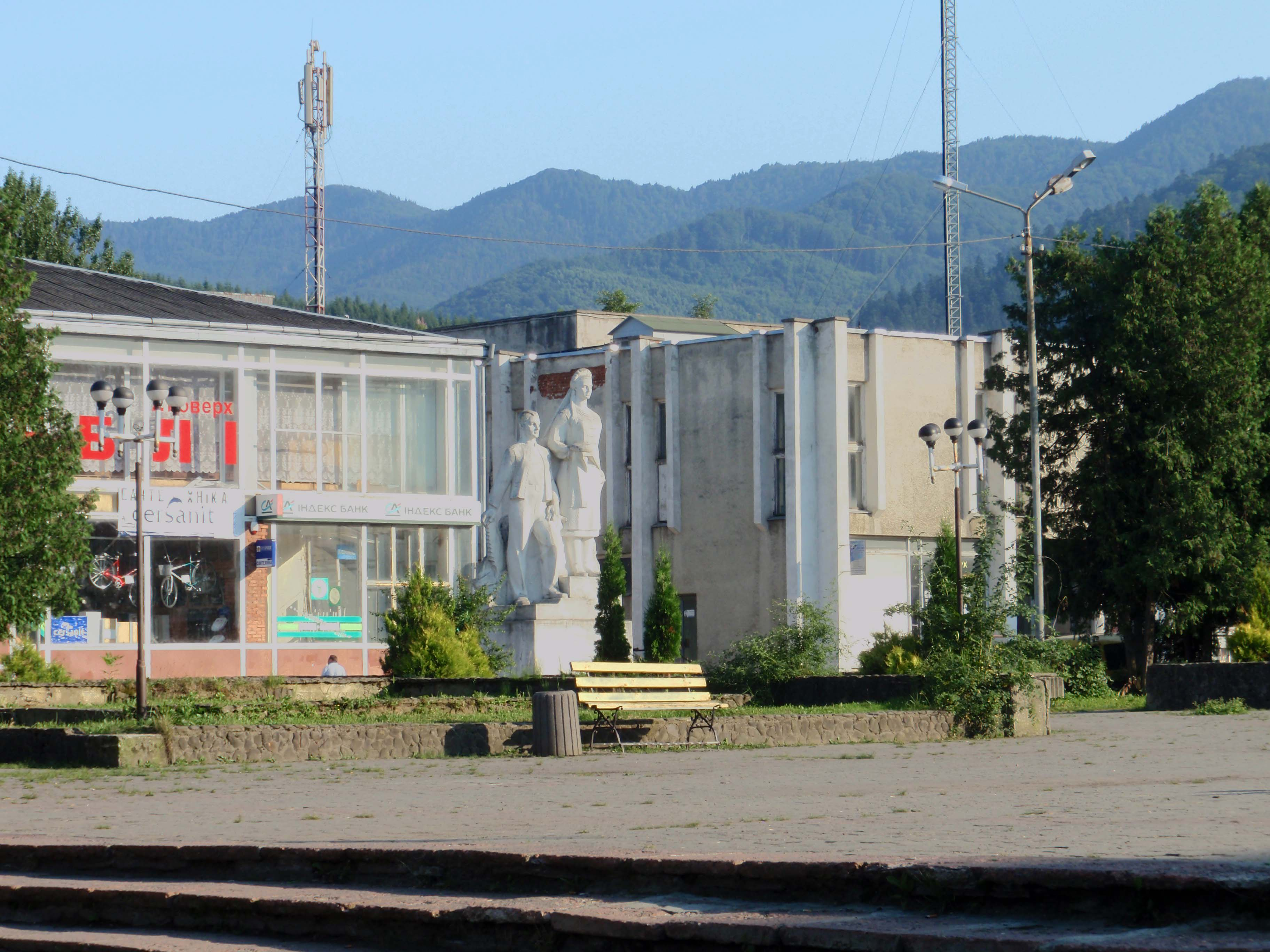
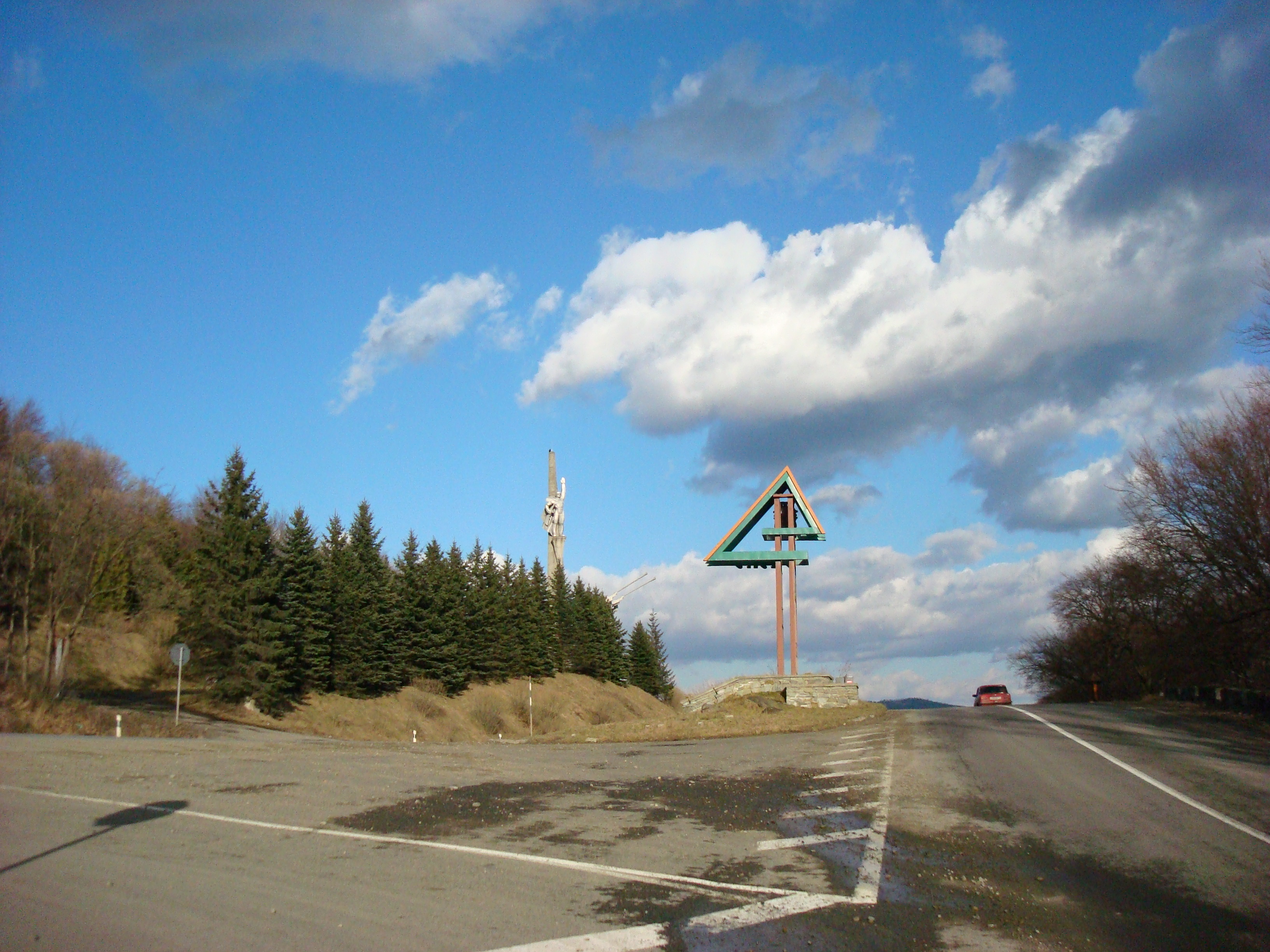
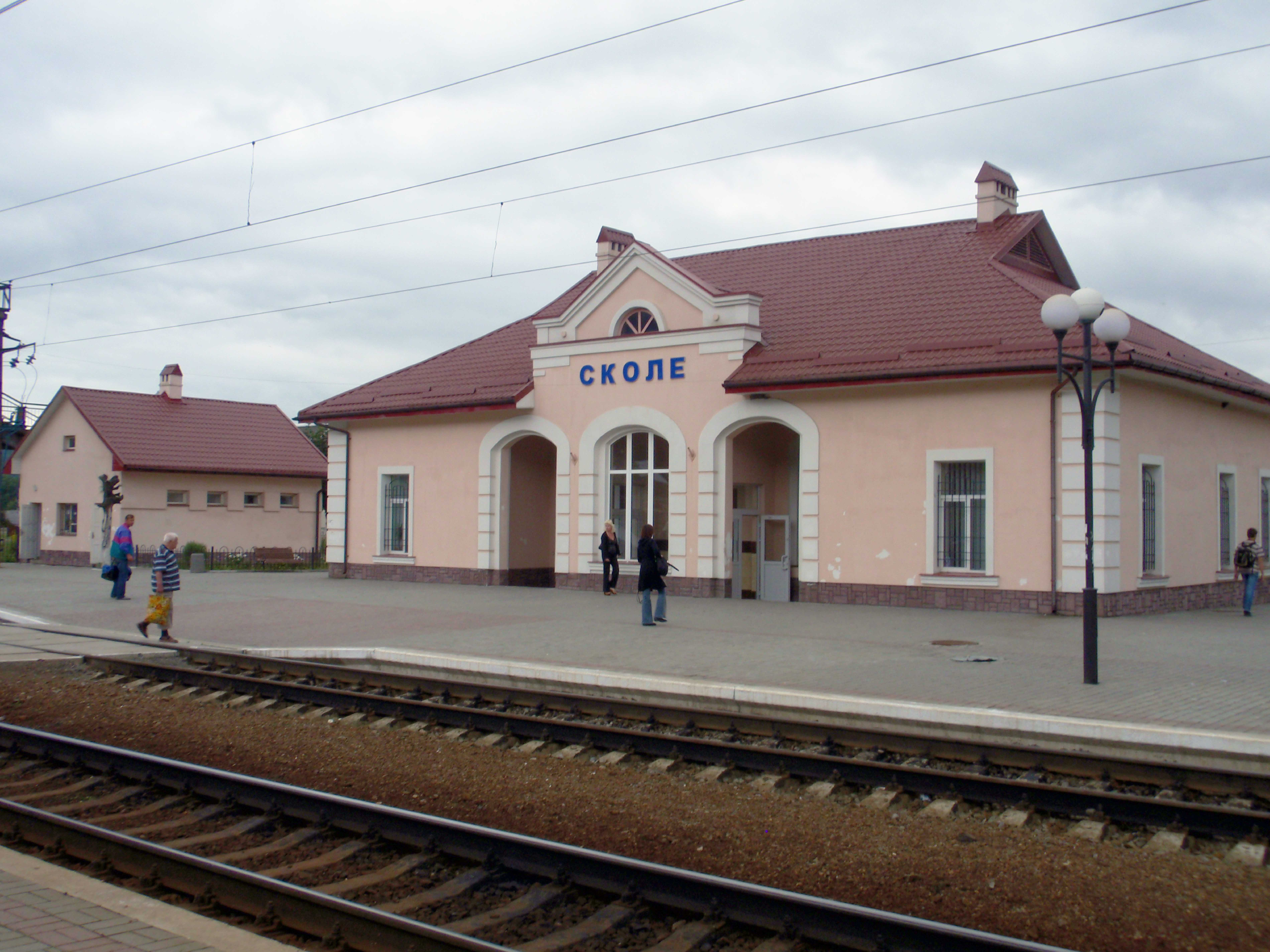
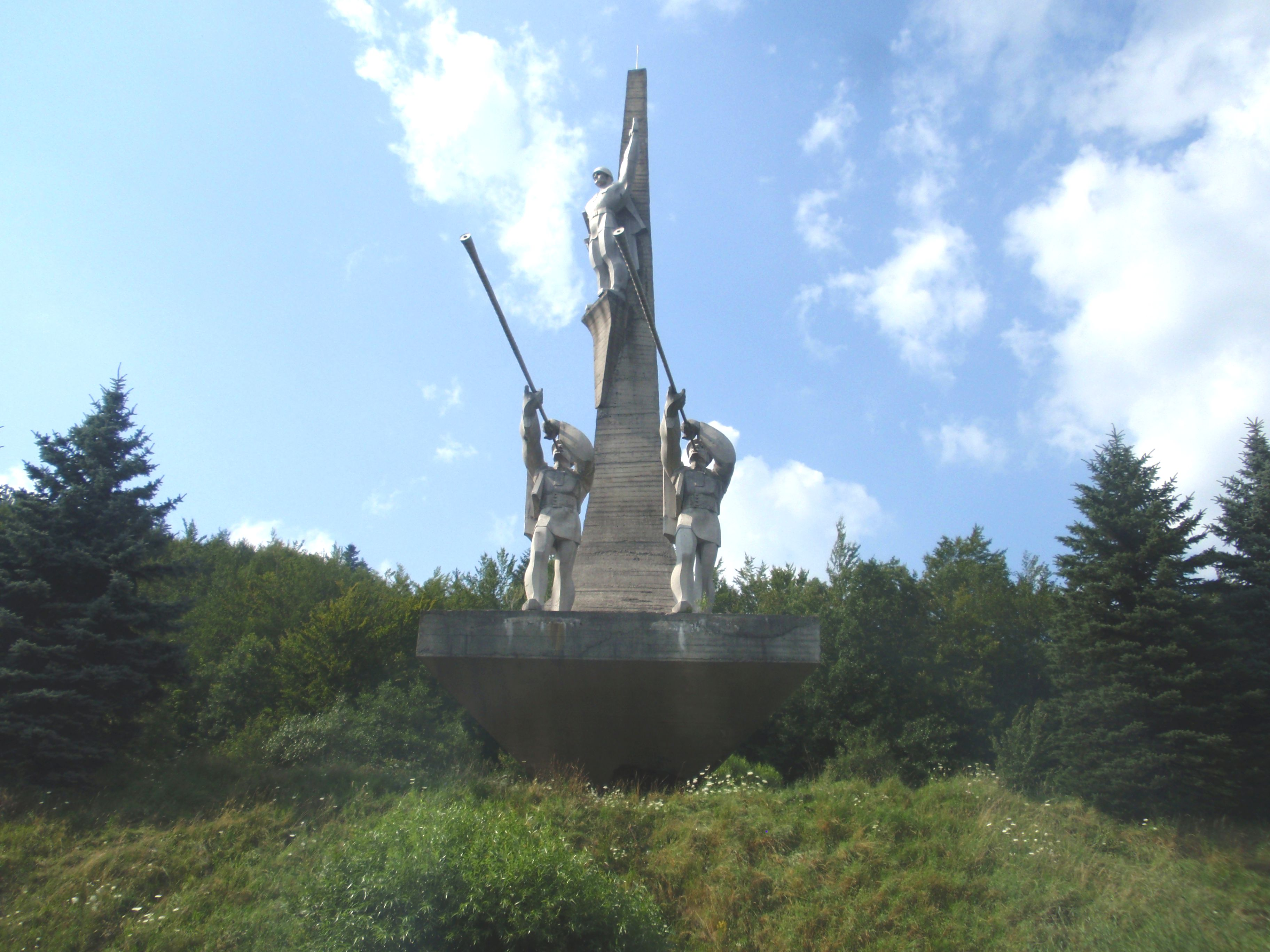